# Medicago monspeliaca
Medicago monspeliaca, la trigonelle de Montpellier, est une espèce de plantes à fleurs de la famille des Fabacées. C'est une plante herbacée trouvé en Afrique du Nord, en Asie et en Europe.